# 大屯十八庄迎媽祖
大屯十八庄媽祖遶境於每年農曆三月一日開始，由臺中烏日東女慈聖宮（頭庄下哩仔）開始，迎請其他庄頭的媽祖分坐於神轎內開始繞境，之後採接力的方式，分別由十八庄各庄以大旗為令，按照日期依序迎請媽祖神轎巡視境內，巡視當日庄民俗稱「媽祖生」。

## 繞境時間
大屯十八庄迎媽祖繞境是採地方輪流接力的方式舉辦，時間是每年農曆三月一日到農曆三月二十日，每年農曆三月初一由頭庄下哩仔出發迎請十八庄媽祖前來遶境下哩仔地區後，初二由阿密哩，初三五張犁、初四瓦嗂、初五詹厝簷、初六大突寮、初七田寮、初八涼傘樹、初九內新、初十車籠埔、十一塗城和番仔寮（今仁化里、仁德里）、十二草湖、十三阿罩霧（今霧峰）、十四柳樹湳、十五吳厝庄與四德、十六丁台、十七喀哩、十八石螺潭、十九溪心埧、二十半平厝、土庫、犁頭店、番婆庄、樹仔腳、九張犁、頭前厝，各庄依序接力，以十八庄大旗為令，依序恭請媽祖到庄內繞境。

### 今年舉辦時間
民國114年（乙巳）國曆03/29到04/17 ，農曆03/01到03/20

### 迎媽祖區域
十八庄迎媽祖區域大致包涵下哩子、阿密哩、五張犁、瓦磘子、詹厝園、大突寮、埔哩、涼傘樹、內新、塗城、番仔寮、車籠埔、草湖、霧峰、柳樹湳、吳厝、丁臺、喀哩、螺潭、溪心俱、南屯、南區、大里等地區，影響範圍廣泛，參與宮廟眾多。
相關俗語
「十一塗城黑，十二草湖雨，十三阿罩霧爛糊糊，十四柳仔湳石頭路（或溪仔底路），十五吳厝庄一個堀，十六丁台仔拜拜咧家己囫。」

## 大屯十八庄地理範圍
大屯十八庄地理範圍大致涵蓋烏日、大里、太平、霧峰。清朝時期，這些地方位在貓羅堡與藍興堡，大致分布於烏溪流域東邊，因此也稱為東堡十八庄。日治時期這些地區劃分於大屯郡內，故又稱大屯十八庄。

## 歷史
一般而言，出現十八庄的理由被歸為：漢原衝突、水路盜匪、霧峰林家三個。民間則有「烏龜蟲」的傳說。

### 漢原衝突
早期中部地區平埔族主要分拍瀑拉族、巴宰族兩族散居其間，據聞平埔族有獵人頭祭神習俗，因此漢人至屯區開墾，常引發漢原衝突。
清朝年間，十八庄內也有生番、熟番（今稱原住民）聚落，時常傳出聚民被出草擄掠，因此當時霧峰林家林文察、林文明組織當地仕紳並招募鄉勇義軍，以大旗為令（今十八庄大旗）前往十八庄各庄，一一巡庄，而沒有大旗的村莊，則不前往巡視，因此有「無旗然不有」的說法。也因為霧峰林家組織當地仕紳及鄉勇軍巡視十八庄，逐漸使十八庄日漸安穩且逐漸團結，更加鞏固十八庄的發展。
關於十八庄與漢原衝突的歷史背景，也可從地方唸謠與古代地名得到應證：
大肚溪 闊茫茫 水蠟燭 拜天公，烏日庄 古早時 平埔番 地頭王。清初時 一陣風 漢先民 入四方，掘水路 挫草莽 番仔園 未開荒。溪心壩 見彩虹。——林沈默，〈烏日鄉地方唸謠〉
念謠裡第一句「烏日庄 古早時 平埔番 地頭王。」便已點出烏日區早期大多是平埔族居住的地方，可從現今仍然保留的地名來看，例如：「頂勞胥」在今三和里、「下勞胥」則為榮泉里、「阿密哩」為光明里、「喀哩」聚落屬於今日的南里里、北里里。其中「頂勞胥」、「下勞胥」、「阿密哩」、「喀哩」均是平埔族用語。
而念謠中提到「番仔園」一詞，此「番仔園」為烏日東園里古名，故知此庄內確有平埔族。
而位於十八庄內的「番仔寮」（今仁化里、仁德里）與「塗城庄」（今塗城里）的地名可看出漢原衝突的關係。「番仔藔庄」古時候為平埔族聚落、出沒之地，而「塗城庄」北及東北接番仔藔庄，東南與車籠埔庄為鄰，南邊為阿罩霧庄，西邊為草湖庄。當時在塗城庄的漢人為了防止東北邊「番仔藔庄」內的平埔族騷擾，於是用竹、泥土來興建矮牆、設置隘寮，稱為「土城」。以此作為界線並藉此達到防禦目的，後來逐漸增修防禦範圍，發展出了「頂竹圍仔」、「下竹圍仔」、「塗城」等地名，由古地名考證亦可知十八庄確實存有漢原衝突的歷史背景。

### 水路盜匪
清朝時期，大里溪流域均可以排筏小船搭渡，東女慈聖宮所處的烏日東女原本稱為「頂/下密哩」後來簡稱「下哩仔」，「頂/下密哩」中有一地名為「半路店」，為水、陸交會之地，在清朝年間常有海寇依河口進陸地騷擾、行搶，逐漸成為海寇的營聚之地，其中最大的海寇組織名為「小刀會」，居民無奈請益求助霧峰林家，後來海寇組織被林文察、林文明查破。林家給予各庄頭大旗代表為林家地盤以嚇阻盜匪，後來慢慢演變成十八庄大旗與宗教活動。

### 霧峰林家
霧峰林家與十八庄的發展有一定的關係。霧峰林家並非一開始就定居霧峰，霧峰林家開台祖林石，出來臺中盆地是定居在大里溪北岸的大里杙（今台中大里老街附近），但在乾隆51年時發生大里杙林爽文抗清事件，林石受到牽連，遷至塗城。翌年福康安駐軍丁台，圍攻大里杙，事後林家後代再移墾阿罩霧庄，而形成後來聞名全臺之霧峰林家，因此可知霧峰林家與大里杙有相當密切的地緣關係。

### 起源傳說
大屯十八庄相傳在清道光年間，（有一說為道光1821-1850年間），曾相繼遭逢「烏龜蟲」(台語)病蟲害肆虐，因此發生稻瘟。「烏龜蟲」指台語黑甲蟲，身上有角、身體比螞蟻大先是下哩庄稻田發生烏龜病，下哩庄居民篤信該庄慈聖宮四媽，居民無奈遂請境內聖母四媽扶輦聖示，結果需請下哩庄算起的五方媽祖，並前往南瑤宮迎請老五媽來共同繞境巡視、驅趕害蟲，傳聞媽祖所到之處，雨水便下，蟲害俱滅。後來阿密哩庄及其他庄也相繼出現害蟲，聽聞下哩庄恭請聖母巡視除害蟲見效，因此居民共議迎請中部地區各宮廟媽祖聯合出巡壓制病蟲害，然而媽祖所到之處即天降大雨，使蟲害消退，最後演變至十八庄都請媽祖來除害蟲，遂形成每年固定迎請媽祖前來巡視、禳災、祈福的民俗活動。

## 十八庄迎媽祖
十八庄的聯繫與發展逐漸成熟穩定，加上歷史與地理環境變遷，漢原衝突與海寇的威脅逐漸減少，但十八庄之間的聯繫往來、互助合作仍然不間斷，原本為了防止平埔族騷擾與海寇侵襲而組織民間「巡庄」的方式，也逐漸發展為十八庄宗教活動。十八庄迎媽祖於每年農曆三月開始舉行，大屯十八庄會以大旗為憑依序迎請媽祖神轎前來自己的境內巡庄。
雖然十八庄合稱為十八庄，但每個庄頭在舉辦迎媽祖時可視為單一個體，活動辦理並不隸屬於單一廟宇或宗教團體。十八庄迎媽祖是由當地頭人、地方仕紳與民眾發起與執行，其中祭祀儀式、戲團聘請與否/多寡、繞境路線增修等事項，各庄都可自行決定，他庄也無權阻礙、干涉，也因此十八庄各庄至今仍保有自己迎媽祖的信仰方式與特色。
十八庄媽祖並非單指一間廟裡的媽祖，而是十八庄庄民共同迎接許多宮廟的媽祖後，於該年出巡十八庄的媽祖均可稱為十八庄媽祖。十八庄媽祖的來源有些是十八庄境內的媽祖，例如:慈聖宮、振坤宮、新興宮等，但因早期並非十八庄境內都有媽祖廟，因此先民也會從十八庄地區之外迎請媽祖前來十八庄巡視，例如:南瑤宮、萬春宮等，早年也會到旱溪樂成宮迎請媽祖繞境，但近年因旱溪媽祖繞境十八庄名稱產生爭議，還須關注。

### 十八庄媽祖名單
屬於原本十八庄範圍內的媽祖：
- 下哩仔 東女慈聖宮
- 丁台（霧峰）新登宮
- 阿罩霧（霧峰）南天宮
- 內新新興宮
- 喀哩新南宮
- 大突寮聖恩宮
- 番仔寮（仁化）振坤宮
- 大里杙福興宮

十八庄範圍以外特別迎請前來繞境的媽祖：
- 彰化南瑤宮
- 彰化芬園寶藏寺
- 臺中萬春宮
- 臺中旱溪樂成宮

## 主體、證明與正名

### 大屯十八庄迎媽祖主體性與證明
「十八庄迎旱溪媽祖，旱溪媽祖繞境十八庄」
「大屯十八庄迎媽祖」（又稱東堡十八庄迎媽祖）與「旱溪媽祖繞境十八庄」同為媽祖繞境十八庄的說法，兩者活動遶境範圍、天數甚至傳說故事等，相似重疊比例極高，也各有支持者，但再細究與探源，其實可以發現兩者名稱存在著「主體性」的差異，前者的主體性在於「十八庄」，而後者更傾向於「旱溪媽祖」，名稱上也因此產生爭議。
欲探究兩者名稱何者較為正當，可從台中旱溪樂成宮先前發行的宮誌中「迎神賽會篇」的文句，以及林美容教授《彰化媽祖的信仰圈》論文等相關論述，可以推斷出旱溪媽祖最早應是被十八庄特別迎請前去參與繞境的媽祖，而非主動舉辦繞境十八庄活動。
由台中旱溪樂成宮發行的宮誌中「迎神賽會篇」文章擷取如下:
段落一:
『「旱溪媽祖遶境十八庄」的由來，歷史相當悠久，相傳在清朝道光初年，「大屯區」部分地區稻作，發生烏龜病蟲害，蔓延情形十分嚴重，當地農民深以為苦，遂前往樂成宮恭迎「旱溪媽」前往遶境，於農曆三月初一自鳥日下哩仔開始出巡......也因此台中地區一帶，有一句流傳俗諺：「旱溪媽祖蔭外庄」，寓意著不論是本庄或是外庄信徒，只要虔誠篤信旱溪媽祖,都能得到「旱溪媽」一視同仁的庇祐。』
段落二:
『......所謂的「迎媽祖」，是到外地去迎一尊本地居民普遍信仰或有淵源的媽祖來參與巡境的活動。不管自己村裡或是共同舉行迎媽祖的區域是否已有一尊「在庄媽」或「在地媽」，都可能會往外地去迎媽祖。通常是往地域層級高一點的地方去迎媽祖。例如，台中縣霧峰、烏日與大里地區有一個「東保十八庄」迎媽祖的活動，已經有一百多年的歷史，共有十八個村庄參與，這十八個村庄並沒有共有的廟，但卻有一尊共有的媽祖稱為「十八庄媽」。每年三月初一開始把附近的旱溪媽祖、南屯媽祖、台中媽祖、彰化媽祖通通請來，參與繞境，隊伍當中，「十八庄媽」在前領路，各庄依一定的順序，逐日在庄內迎神繞境並請客。』''
從第一段『遂前往樂成宮恭迎「旱溪媽」前往遶境，於農曆三月初一自鳥日下哩仔開始出巡」』可以推斷「旱溪媽祖繞境十八庄」一開始是被迎請前去，而非主動繞境十八庄。第二段論述更直接提到「東保十八庄迎媽祖」的活動，其中說明『「每年三月初一開始把附近的旱溪媽祖、南屯媽祖、台中媽祖、彰化媽祖通通請來，參與繞境，」』由此更可以確定旱溪媽祖之所以繞境十八庄，一開始是因為受到東堡十八庄的迎請，而非主動舉辦繞境十八庄。
接著可從1990年《中央研究院民族學研究所集刊》中參見林美容教授《彰化媽祖的信仰圈》論文，其中詳細論述了「東堡十八庄迎媽祖」（又稱十八庄迎媽祖）活動，文段擷取如下:
「......活動開始時，首日是由「頭庄」下哩仔居民到鄰近的台中市旱溪樂成宮，台中市萬春宮，以及域內的大里鄉內新庄新興宮、大里福興宮、喀哩新南宮及番仔寮振坤宮去請媽祖，此外，前一天即已到南瑤宮去請老五媽，居民稱為彰化媽或南門媽（因南瑤宮在昔日南門之外），以及到芬園鄉寶藏寺去請媽祖。除了萬春宮臺中媽第二天連其神轎一併送回外，其餘媽祖都參與十八庄的繞境活動，從第一天到最後一天為止。十八庄迎媽祖這個活動整體來說是「十八庄媽」會同彰化媽、臺中媽、旱溪媽、內新媽、大里媽、番仔寮媽在十八庄遊庄，一天一個村莊（十五日與十七日是數個村莊合併舉行），輪完為止」
由此可以確定旱溪媽祖之所以繞境十八庄，是因為受到東堡十八庄的迎請，而非主動舉辦繞境十八庄。也更可以證明「東堡十八庄迎媽祖」活動是「會同彰化媽、臺中媽、旱溪媽、內新媽、大里媽、番仔寮媽等媽祖」的遶境活動，並非由單一宮廟或庄頭的媽祖單獨主導所舉辦繞境十八庄的活動。

### 「大屯十八庄迎媽祖」活動正名
臺中樂成宮以「旱溪媽祖繞境十八庄」的名稱，於2008年登錄為臺中市民俗文化資產後，學者及十八庄庄民開始意識到「十八庄迎媽祖」活動的文化主體性與其精神，認為「十八庄迎媽祖」的主體性應屬於「十八庄」而非單一宮廟或團體、個人，因此由地方人士與學者開始籌組「大屯十八庄迎媽祖文化協會」，積極爭取「十八庄迎媽祖」活動的主體性與保留相關文史資料，努力喚起十八庄庄民共同的家鄉記憶與還原歷史真相，獲得十八庄民眾及政府的認同與肯定，終在2021年以「大屯十八庄迎媽祖」的名稱登錄臺中市民俗文化資產，與「旱溪媽祖繞境十八庄」同列在冊。

## 民俗特色

### 現在仍保留的民俗特色
十八庄大旗
十八庄各有一面大旗，村庄居民需帶大旗前來迎請媽祖，大旗是各庄的信物，有它才能請媽祖，因此大旗可視為是各庄的信物及精神象徵，需有大旗才能請媽祖到自己庄內巡庄，故有「無旗然不有」的說法。
而目前已有151年歷史的十八庄大旗保留在下哩仔東女慈聖宮（頭庄），大旗外觀是以平織布製成的紅色三角形大旗、滾黑色邊條、米黃色旗甬，旗甬一面寫有墨書「同治拾年嵗（祟戊）次辛未花月吉置下哩仔庄衆弟子仝叩」，而另一面無文字。
頭庄迎/送媽祖
在農曆三月一日前，屬於頭庄的烏日東女慈聖宮便會到彰化南瑤宮、芬園寶藏寺、台中萬春宮、大里杙福興宮、仁化振坤宮、霧峰南天宮、丁台新登宮、喀哩新南宮等廟宇迎請媽祖，只有內新庄新興宮的媽祖（八媽），需在農曆3/1當天請頭庄吃完點心擔後，才能讓頭庄將媽祖請到頭庄繞境。在迎請諸位十八庄媽祖回到東女慈聖宮後，當天晚上置天台稟告上蒼，祈求十八庄媽祖巡視十八庄都能風調雨順，合境平安。在農曆3/20過後，也將由頭庄將迎請來的媽祖一一送回各宮廟中安座。
八媽請點心
大里內新新興宮於百年前每年農曆三月十一日便會回彰化南瑤宮進香，但百年前交通不便，內新庄居民徒步跋山涉水，十分辛苦，但每次途經烏日下哩仔庄（頭庄）都會受到當地居民熱情招待，因此內新庄居民便自發性於庄內大廟新興宮（八媽廟）前招待農曆三月初一來自烏日下哩仔（頭庄）東女慈聖宮要迎請八媽回去巡庄的這些村民，以表多年招待之恩，因此也有「八媽請飯擔」(台語)的說法，讓八媽與內新庄的信徒請完點心之後，表示十八庄繞境將拉開序幕。
大里新興宮八媽所流傳的「八媽請飯擔」故事也被當作劇本故事的素材，由作者王博睿所創作的〈林默娘掛帥首部曲-媽祖生〉劇本，以十八庄迎媽祖為故事主軸，輔以「霧峰林家林文察、林朝棟」為歷史時間主線，融入頭庄烏日「下哩仔」與大里「內新庄」的點心交陪「請飯擔」、南屯萬和宮「字姓戲」及當地流傳的俚語等，顯示出信仰之間人與人的連結與對這塊土地的熱愛。此劇本也榮獲國家文化藝術基金會補助。
文察公迎十八庄媽
大屯十八庄的形成與霧峰林家有很大的關係，在霧峰南天宮內供奉著一尊復刻版的「文察公」神像，也就是當年促成十八庄鄉勇軍巡庄的「太子少保振威將軍林文察」。當十八庄媽祖遶境到霧峰(阿罩霧)時可以看到文察公神像端坐於轎上，從南天宮出發前往迎接十八庄媽祖到霧峰林家宮保第中做客，極具特色之餘也與大屯十八庄發展的歷史相互輝映。
換香
十八庄以接力式一庄一庄迎請媽祖，迎媽祖當日民眾稱為「媽祖生」，神轎過境之處可見居民自主擺設香案並手持清香等候聖母聖駕經過，並與巡庄隊伍「換香」將手中的清香交給每一頂轎的轎班人員，並接回一支神轎內爐的清香，回到自家門前，將此香插入香案桌的爐中，象徵著媽祖已巡視過家中，並予以賜福。古俗語云：「交香交三叢，予你好額一世人。」 是十八庄迎媽祖的特色之一，更顯示當地民眾之認同感。
十八庄媽祖符令（十八庄大符）
十八庄媽祖遶境隊伍中可以看見有人手提著謝籃，穿梭在大街小巷中辛勤地發送十八庄媽祖的符令，十八庄媽祖的符令每一張上頭的符文都不同，每張都極具特色。負責發送符令的人通常會在媽祖抵達前將媽祖符令壓在香爐下，表示媽祖已派兵將巡視過此香案，同時也將祝福傳送到信眾家中，保祐平安。只要有擺設香案的住家，在迎接完十八庄媽祖後通常可以看見自家香案的香爐下已壓滿數十張的符令，有趣的畫面也已經成為十八庄迎媽祖的特色之一。
丁口錢
丁口錢又可稱做「丁錢」，是早年十八庄迎媽祖時，當地的頭人或里長等會挨家挨戶去酌收丁口錢，以家中人數計算（早期有些地方只算男丁），並酌收費用，一般一人大約五十到一百元不等。這些錢多使用在迎媽祖所需的祭祀典禮、請戲團、請客等花費上，在收丁口錢的同時，也是早期頭人或鄰里長關心當地里民的機會，藉由收丁口錢也可以關心地方人口、經濟變化等問題。
十八庄擲爐主
「十八庄擲爐主」也是「十八庄迎媽祖」的特色及重點之一，通常是在各庄媽祖生當天或隔天舉行，
十八庄做大戲
十八庄媽祖所到之處，居民通常為了表示誠心，都會在媽祖生當天，由各庄頭人代表聘請戲團演出，這些戲團通常會在廟口前面演出，在演出時也可看到舞台下有許多觀眾，十分熱鬧，在這一天，人神共歡，娱神也娛人，是一份純樸的風景。

### 已消失但有文獻記載的民俗特色
吃拜拜/媽祖生辦桌

### 新融入的特色
貼香條
過去十八庄並沒有送香條的習俗，但自從十八庄迎媽祖出現危機後，由頭莊烏日東女慈聖宮開始送香條到十八庄媽祖的各個廟中，以示邀請，並希望藉由香條讓十八庄迎媽祖文化得以傳承。

## 十八庄各庄特色藝陣
十八庄各庄的特色藝陣有：烏日東園社區十二婆姐陣、大里杙福興宮勤習堂金獅陣、大里仁化振坤宮擔花隊、以及大里仁德社區舞龍隊。
大里杙福興宮勤習堂金獅陣，位於大里區夏田里的勤習堂，除金獅陣外，尚有拳頭師。以前大多都是在公會堂練習，成員大多由當地男性居民為主。其拳頭功夫與舞獅技術、舞獅造型推測約為一百多年前由中國傳過來。以前十八庄各有其習武組織，目前剩勤習堂保留最為完整，在十八庄媽祖繞境時為媽祖開路，武藝精湛，頗有特色。
大里仁化振坤宮擔花隊是由仁化、仁德里及其他當地社區居民、義工媽媽等組成的志願性團體，以整齊的隊伍加上肩膀上擔著香花籃，於振坤宮媽祖進香或十八庄繞境期間，在媽祖神轎駕前，優美地為媽祖擔花開路。其特色在於隊伍最前面會有一為特殊扮相的婦人，有時頭戴抹額、打扮亮麗，手持菸斗或絲巾，造型酷似古時候的媒人婆，有時也會以傳統「公揹婆」的方式呈現，並於行進間扭腰擺臀，動作十分滑稽有趣，但此人也是整個擔花隊的指揮及領導人，以哨音令下，可使隊伍變換多種陣形進行表演與拜廟，可謂隊伍中的靈魂人物。除此之外，仁化振坤宮擔花隊也會於行進中不定時向擺設香案的住家拋灑、發送媽祖加持過的「平安糖」，因此廣受民眾、小孩喜愛，極具特色。
大里仁德社區舞龍隊是一群由仁德社區居民及義工媽媽等組成的志願性團體，於振坤宮媽祖進香或十八庄繞境期間，在媽祖神轎駕前，舞動著十二金龍，為媽祖開路。

## 精神
大屯十八庄迎媽祖的精神在於十八庄內當地仕紳及村民的團結、互助互信，共同接力迎接媽祖的誠敬信仰，此聯庄遶境的形式與常見的單獨廟宇遶境有所不同。

## 相關認可
- 2021年登錄臺中市文化資產[19]
- 登錄國家無形文化資產[20]

## 外部連結
- https://www.facebook.com/MazuinEighteenvillages  十八庄迎媽祖臉書專頁
- https://evmpf.netlify.app/ （页面存档备份，存于） 大屯十八庄迎媽祖文化協會